# Kamienica (dopływ Słupi)
Kamienica (kaszb. Kamińca, niem. Kamenz) – rzeka, lewostronny dopływ Słupi o długości 30,38 km.
Rzeka płynie na Pobrzeżu Bałtyckim. Wypływa z jeziora Kamieniczno na Pojezierzu Bytowskim, tworząc jar (o charakterze podgórskim) z licznymi zakolami wykorzystywany jako szlak spływów kajakowych. W dolnym odcinku przepływa przez obszary leśne południowo-wschodnich połaci Puszczy Słupskiej aż do ujścia do Słupi na skraju Parku Krajobrazowego Dolina Słupi na wschód od miejscowości Kołczygłowy.